# صنعت اطلاعات
صنعت اطلاعات (انگلیسی: Information industry) شاخه ای از صنعت است، که وظیفه ارائه خدمات مرتبط با دریافت و ارسال اطلاعات را به سایر صنایع برعهده دارد. این صنعت طیف گسترده‌ای از اطلاعات را میان سایر صنایع انتقال می‌دهد، که مهمترین نوع آنها بخش اقتصادی می‌باشد.